# Hampe Faustman
Erik "Hampe" Faustman (født Erik Stellan Chatham; 3. juli 1919 i Stockholm, død 26. august 1961) var en svensk skuespiller og filminstruktør. Han medvirkede i mere end 20 film mellem 1940 og 1961 og instruerede desuden 20 film mellem 1943 og 1955.
Faustman studerede på Dramatens elevskola i 1937 og debuterede på film i 1941. Samme år kom også hans instruktørdebut og senere grundlagde han sammen med skuespilleren George Fant filmselskabet F-film.

## Privatliv
Faustmans forældre var Gösta Chatham (1886-1961) og Mollie Faustman (1883-1966), som var kunstner, journalist og forfatter.
I 1941 blev han gift med skuespillerinden Gunn Wållgren (1913-1983). Ægteskabet varede indtil 1949, hvor de blev skilt.
Hampe Faustman døde 42 år gammel den 26. august 1961.

## Udvalgt filmografi
- En kvinde om bord (1941)
- Rid i nat! (1942)
- Kvinder i fangenskab (1943)
- Natt i hamn (1943, også instruktør)
- Sonja (1943, også instruktør)
- De stærke hænder (1946, også instruktør)
- Harald Handfaste, Sveriges Robin Hood (1946, også instruktør)
- Medan porten var stängd (1946)
- Lars Hård (1948, også instruktør)
- Foreign Intrigue (tv-serie, 1952)
- Lilly - 20 år (1952, også instruktør)
- Det sker i nat (1957)